# Aeroportul Matak
Aeroportul Matak (IATA: MWK, ICAO: WIOM) este un aeroport din Anambas Islands⁠(d), Riau Islands⁠(d), Indonezia.
Situat la o altitudine de 5 m, aeroportul dispune de o singură pistă. Este operat de ConocoPhillips.